# Scytodes dorothea
Scytodes dorothea är en spindelart som beskrevs av Willis J. Gertsch 1935. Scytodes dorothea ingår i släktet Scytodes och familjen spottspindlar. Inga underarter finns listade i Catalogue of Life.